# Josep Maideu i Auguet
Josep Maideu i Auguet (Ripoll, 1893-Vilafranca del Penedès, 1971) fou un organista i compositor català. Va realitzar els seus primers estudis a l'escolania de la seva ciutat natal i, posteriorment, va estudiar piano i composició amb Lluís Romeu i orgue amb José Colomer. El 1917 es va traslladar al seminari d'Almeria encarregat de la càtedra de Gregoriano. A partir de 1919 va treballar com a organista a la basílica de Vilafranca del Penedès. La seva creació està dedicada a la música religiosa; ha col·laborat en revistes espanyoles i italianes i en l'obra del Cancionero popular español i ha publicat dues col·leccions de cançons populars catalanes: Siguiendo las huellas del maestro i De mi tierra. Al Corpus Christi de València es conserven dues obres seves per a orgue, Elevación i Pequeño ofertorio, i un Magníficat per a 3 veus i orgue (Ed. Marcello Capra).